# تباشیر هندی
تباشیر هندی (نام علمی: Saccharum ravennae) نام یک گونه از سرده نیشکر است.